# Klooster Putna
Het Klooster Putna (Roemeens: Mănăstirea Putna) is een  klooster in Roemenië, gesitueerd in het noorden van het land in Putna, regio  Moldavië. Het ligt op ongeveer tien kilometer afstand van de grens met Oekraïne en zeventig kilometer van de stad Suceava. Als klooster behoort het toe aan de Roemeens-orthodoxe Kerk. Het heeft een belangrijke rol gespeeld in de cultuur en geschiedenis van de regio en in die hoedanigheid staat het op de Werelderfgoedlijst, samen met enkele andere beschilderde kloosters in de buurt. Dit onder de noemer: 'Kerken in Moldavië'.

## Geschiedenis
Volgens een legende besloot de Moldavische vorst  Stefanus III (r. 1457-1504) in 1466 een nieuw klooster te stichten in de Oostelijke Karpaten. Vanaf een bergtop schoot hij een pijl het dal in; op de plaats waar deze bleef steken zou het klooster gesticht worden. Het nieuwe klooster kreeg de naam van de Putna, de rivier die door het dal stroomde. De stichting was het gevolg van Stefanus' overwinning op de burcht van Kilia.
In de jaren tussen 1466 en 1469 werd het klooster gebouwd, waarna het op 3 september 1470 werd ingewijd. Het werd een bloeiend cultureel centrum tijdens de late middeleeuwen en de vroegmoderne tijd. Geestelijken en lekenschrijvers genoten er hun opvoeding. Er werden teksten afgeschreven en van miniaturen voorzien.
Naast deze culturele functie had het klooster ook een functie als verdedigingsbolwerk, getuige de versterkte muren, poorten en torens.
Het klooster werd meermaals geteisterd door aardbevingen, brand en oorlog. In de loop der jaren zijn er meerdere grootschalige restauraties geweest: in 1654, 1757 en meer recentelijk in de periode 1966-1988. De verwoestingen hebben echter toch onherstelbare beschadigingen teweeggebracht. Zo waren de buitenmuren van de kloosterkerk oorspronkelijk met  fresco's beschilderd. Van deze fresco's is er niet één bewaard gebleven.

## Heden
In de kloosterkerk bevindt zich het graf van Stefanus III. Ook diens familieleden en tweede en derde vrouw liggen er begraven. Verder zijn er de graven van bisschoppen die hebben bijgedragen aan de welvaart van het klooster. Het graf van Stefanus III is een populair bedevaartsoord, vooral sinds de heiligverklaring van de vorst in 1992. De iconografie op de grafstenen geldt als mooi voorbeeld van de vroegmoderne Moldavische kunst. De grafsteen van Stefanus III werd gemaakt tussen 1653 en 1662, tijdens de regeerperiode van Vasile Lupu.
In het kloostermuseum worden talloze borduurwerken, handschriften, tapijten, schilderijen, beelden en kerkelijke objecten bewaard. Een van de waardevolste stukken is een zelfportret, gemaakt door Stefanus' tweede vrouw, Maria van Mangop. Het oudste borduurwerk stamt uit de veertiende eeuw: een met zijden en gouden draad gemaakt kleed, bedoeld als grafstuk.
In de omgeving van het klooster bevinden zich enkele religieuze artefacten. Zo staat er op een berghelling ten oosten van het klooster een uitgeholde rots: volgens de legende ooit de woning van de kluizenaar Daniil Sihastrul.
Het klooster wordt nog steeds bewoond door monniken. Er kan overnacht worden.